# Kurt Adolff
Kurt Adolff (Stuttgart, 1921. november 5. – Kreuth, 2012. január 24.) német autóversenyző.

## Pályafutása
1953-ban részt vett a Formula–1-es világbajnokság német versenyén. Kurt egy Ferrarival nevezett a futamra. A huszonhetedik helyről rajtolt, majd három kör megtétele után kiesett.
Pályafutása alatt elindult több, a világbajnokság keretein kívül rendezett Formula–1-es versenyen is.

## Eredményei

### Teljes Formula–1-es eredménylistája
(Táblázat értelmezése)

(Félkövér: pole-pozícióból indult; dőlt: leggyorsabb kört futott) 

| Év   | Csapat         | Modell      | Motor       | 1   | 2   | 3   | 4   | 5   | 6   | 7      | 8   | 9   | Helyezés | Pont |
| ---- | -------------- | ----------- | ----------- | --- | --- | --- | --- | --- | --- | ------ | --- | --- | -------- | ---- |
| 1953 | Ecurie Espadon | Ferrari 166 | Ferrari V12 | ARG | 500 | NED | BEL | FRA | GBR | GER Ki | SUI | ITA | -        | 0    |